# 克拉格勒鎮區 (明尼蘇達州契皮瓦縣)
克拉格勒鎮區（英語：Kragero Township）是位於美國明尼蘇達州契皮瓦縣的一個行政鎮區。

## 歷史
克拉格勒鎮區於1868年有人定居，鎮區於1873年設立。此地得名自來自挪威的早期定居者漢斯·H·克拉格勒（Hans H. Kragero）。

## 地方資料
克拉格勒鎮區的面積為115.80平方千米，當中陸地面積為107.40平方千米，而水域面積為8.40平方千米。根據2020年美國人口普查的數據，當地共有人口125人，而人口密度為每平方千米1.08人。